# Mari Asabuki
Mari Asabuki (朝吹まり?, Asabuki Mari; Tokyo, 26 aprile 1985) è una fumettista giapponese.
Debutta a febbraio 2003 con Real Step, ma le sue opere più conosciute sono l'adattamento cartaceo del film High School Musical e del videogioco di Takara Tomy Pretty Rhythm. Ha lavorato come assistente della fumettista Yōko Maki.

## Opere
I manga di Mari Asabuki sono stati pubblicati in Giappone dalla casa editrice Shūeisha sulla rivista Ribon, mentre in Italia sono inediti.
- Real Step (リアルステップ?, Riaru Suteppu) – one shot, 2003.
- Love x Life (ラブ×ライブ?, Rabu × Raibu) one shot, 2003.
- Girls Limit (ガールズ･リミット?, Gāruzu Limitto) – one shot, 2003.
- Kareshi no Jōken (カレシの条件?, Kareshi no Jōken) – one shot, 2004.
- Muteki ☆ Mesukōsei (無敵☆女子高生?, Muteki ☆ Mesukōsei) – 1 volume, 2004.
- Muteki ☆ Mesukōsei 〜 Ayaka x Kenji 〜 (無敵☆女子高生〜アヤカ×ケンジ〜?, Muteki ☆ Mesukōsei 〜 Ayaka × Kenji 〜) – one shot, 2004.
- Torokeru Pure (とろけるピュア?, Torokeru Pyua) – one shot, 2004.
- Maioriru Hana (舞い降りる華?, Maioriru Hana) – one shot, 2005.
- W Peace! (Ｗピース!?, W Pīsu!) – one shot, 2005.
- White Carol (ホワイトキャロル?, Howaito Kyaroru) – 1 volume, 2005.
- Love vs (ラブvs?, Rabu vs) – one shot, 2006.
- Stars☆ (スターズ☆?, Sutāzu☆) – one shot, 2006.
- Kimi to Kokokara! (キミとここから!?, Kimi to Kokokara!) – 1 volume, 2007.
- Hyaku-nen ningyō (百年人形?, Hyaku-nen ningyō) – one shot, 2007.
- Love Log! (ラブログ!?, Rabur Rogu!) – one shot, 2007.
- Boku no kimi e (ボクの君へ?, Boku no kimi e) – one shot, 2007.
- Badminton Girl (バドガール?, Bado Gāru) – 2 volumi, 2008.
- High School Musical (ハイスクールミュージカル?, Hai Sukūru Myūjikaru) – 1 volume, 2009.
- GAL Teens (GAL（ギャル）ティーンズ?, GAL (gyaru) Tīnzu) – one shot, 2010.
- Pretty Rhythm (プリティーリズム?, Puritī Rizumu) – 5 volumi, 2010-2012.
- Mecha kawa! (めちゃカワ!?, Mecha kawa!) – oneshot, 2012.